# Las Lajas, Guanajuato
Las Lajas är en ort i Mexiko.   Den ligger i kommunen Romita och delstaten Guanajuato, i den centrala delen av landet, 300 km nordväst om huvudstaden Mexico City. Las Lajas ligger 2 071 meter över havet och antalet invånare är 152.
Terrängen runt Las Lajas är platt österut, men västerut är den kuperad. Las Lajas ligger uppe på en höjd. Runt Las Lajas är det ganska tätbefolkat, med 124 invånare per kvadratkilometer. Närmaste större samhälle är Cuerámaro, 19,2 km söder om Las Lajas. Trakten runt Las Lajas består till största delen av jordbruksmark.